# 쇼와촌 (나가노현)
쇼와촌(昭和村)은  나가노현 사라시나군에 있던 촌이다. 

## 역사
- 1924년 7월 1일 - 사사이촌, 이마사토촌이 합병해 성립하였다.
- 1956년 9월 30일 - 가와나카지마촌과 합병해 가와나카지마정이 성립하여 동일 쇼와촌은 폐지되었다.

## 교통

### 철도
- 일본국유철도
  - 신에쓰 본선 (현재는 이마이역이 소재하지만 당시엔 미개통)

## 참고문헌
- 角川日本地名大辞典 20 長野県